# Universidad Estatal de Santa Cruz
La Universidad Estatal de Santa Cruz (Universidade Estadual de Santa Cruz, UESC) es una institución de Educación superior brasileña, situada en Ilhéus, estado de Bahía, en el km 16 de la rodovía BR-415. Fue creada por fusión de un conjunto de facultades privadas en la década de 1990. Actualmente, la UESC, de acuerdo con el ranking del Ministerio de Educación (MEC), alcanza el grado 4 del Índice General de Cursos (IGC), en una escala de 1 a 5, quedando detrás solo de la Universidad Federal de Bahía (UFBA). La UESC es la primera universidad entre las cuatro universidades estatales de Bahía y figura entre las 64 mejores de Brasil.

## Historia
La UESC se formó a partir de una fusión de centros de enseñanza superior privados de las ciudades de Ilhéus e Itabuna. Dicha fusión empezó a fraguarse en la década de 1960 (Facultad de Derecho de Ilhéus, Facultad de Filosofía de Itabuna, y Facultad de Ciencias Económicas de Itabuna). En 1972, por iniciativa de la Comissão Executiva do Plano da Lavoura Cacaueira (CEPLAC) esas facultades se unieron y formaron la Federación de Escuelas Superiores de Ilhéus y Itabuna (FESPI). Estas fueron reunidas por el decreto CFE 163/74 en un campus en la BR-415, (tramo Ilhéus-Itabuna, denominado localmente como rodovia Jorge Amado).
Desde entonces los establecimientos de enseñanza fueron ganando madurez y cualificación, creando las condiciones necesarias para tener el «estatus» de Universidad. Mantenida, sin embargo, por una fundación de naturaleza privada, el acceso a sus cursos se hacía particularmente difícil, considerada la realidad regional. Así, la Federación se reorientó en el sentido de hacerse una fundación pública.
En 1991, tras muchas luchas, ese gran anhelo se hizo realidad, pasando a depender del estado de Bahía. El 5 de diciembre de 1991, el entonces Gobernador del Estado incorporó la FESPI, escuela privada, al cuadro de las escuelas públicas de 3º grado de Bahía. En 1991 esta fundación fue asumida por el Estado y, después de una disputa para decidirse en cuál de las dos ciudades estaría localizada, se acordó que quedaría en Ilhéus, a pesar de la Universidad estar en un punto equidistante entre los centros de las dos ciudades.
Fue creada por la Ley Provincial 6.344 de 6 de diciembre de 1991, y desde entonces viene ampliando los servicios prestados, ofertando diversos cursos y creando espacio, en la vocación casi natural por situarse en medio a la Mata Atlântica, para estudios ecológicos.
Actualmente es puntera en el modelado y simulación de radiofármacos, modelado computacional de cuencas hidrográficas y acuíferos, en biocarburantes, secuenciación genética y mapeado del genoma denominado «escoba de bruja» o en biología y ecosistemas.

## Localización

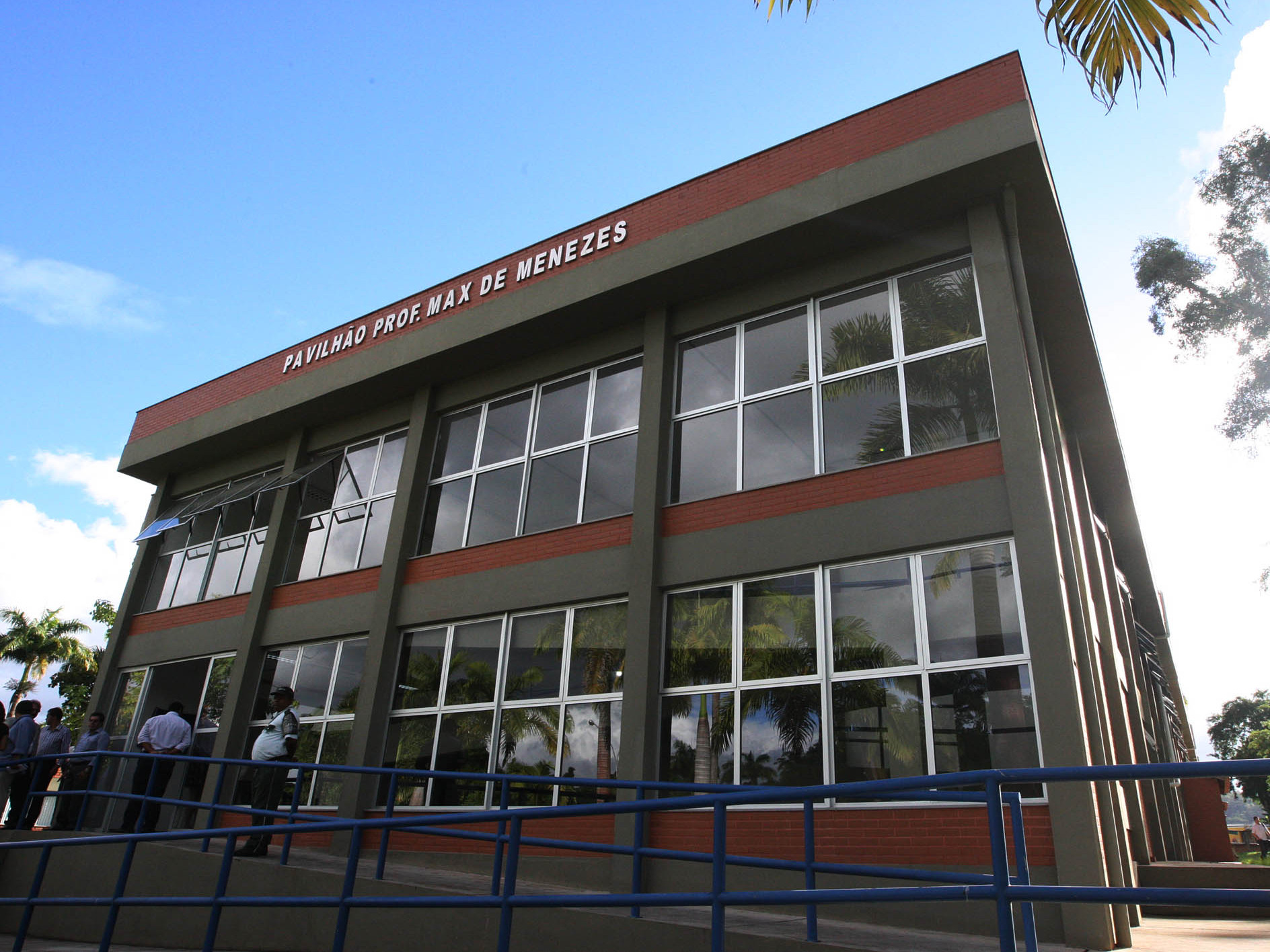
Pabellón Profesor Max de Menezes, en el campus Soane Nazaré de Andrade

El campus Soane Nazaré de Andrade es el único campus de la UESC y está situado en Ilhéus, encontrándose en medio a una área predominante de Mata atlántica. Su nombre es un homenaje a uno de los principales responsables de la creación de la UESC, Soane Nazaré de Andrade, profesor de Derecho de la universidad que también ejerció durante tres mandatos el cargo de rector de la institución. Según el estudio realizado por la UESC en 2013, el campus posee 39 hectáreas de área total, de los cuales 15 hectáreas son construidas y 7 hectáreas de edificaciones.

## Organización
La UESC está dividida en órganos de administración superior (Rectoría, Vicerrectoría, Prorrectorías, Asesorías, Consejo Superior de Enseñanza, Investigación y Extensión, Consejo Universitario y Consejo Administrativo), de la administración sectorial (Departamentos y Colegiados de Curso) y en órganos de apoyo administrativo. 
Son cuatro las pro-reitorias:
- Pro-Reitoria de Graduação (PROGRAD)
- Pro-Reitoria Administrativa (PROAD)
- Pro-Reitoria de Investigación y Post-graduação (PROPP)
- Pro-Reitoria de Extensión (PROEX)

Los departamentos son diez:
- Departamento de Administración y Contabilidad (DCAC)
- Departamento de Ciencias Agrarias y Ambientales (DCAA)
- Departamento de Biología (DCB)
- Departamento de Ciencias Económicas (DCEC)
- Departamento de Ciencias exactas y Tecnología (DCET)
- Departamento de Ciencias de la Educación (DCIE)
- Departamento de Ciencias de la Salud (DCS)
- Departamento de Derecho (DCIJur)
- Departamento de Filosofía y Ciencias humanas (DFCH)
- Departamento de Letras y Arte (DLA).

## Cursos
La UESC oferta de 33 cursos de Pregrado en la modalidad presencial, de los cuales 22 conducen al Título de grado y 11 a la Licenciatura. En la modalidad de Educación a distancia (EAD) oferta cuatro licenciaturas. Por último, oferta ocho cursos por la PARFOR, cursos de formación de profesores.
La UESC también oferta diversos cursos de posgrado, en tres modalidades — especialización, máster y programas unificados (Maestría y Doctorado) — que son importantes cualificadores de la población de la Microrregión de Ilhéus-Itabuna.